# 愛的連線
《愛的連線》是香港歌手劉德華於1989年發行的國語專輯。專輯封面說道：「劉德華用他的真情將『愛』釋放在人情的冷暖應對中，點燃年輕的熱情，留住豪放的歡笑，讓燦爛永遠閃爍溫暖光耀。」

## 簡介
《愛的連線》是劉德華於1989年發行的第二張國語專輯。據說這張專輯在1989發行數量是全亞洲的銷售紀錄最高的一張！

## 曲目
| 次序 | 歌名               | 作曲   | 填詞   | 時間  |
| ---- | ------------------ | ------ | ------ | ----- |
| 01   | 愛的連線           | 伍思凱 | 陳復平 | 03:33 |
| 02   | 在夢裡             | 周治平 | 周治平 |       |
| 03   | 在我的胸前安歇     | 楊立德 | 周治平 | 03:53 |
| 04   | 下班以後           | 宋天豪 | 李士先 |       |
| 05   | 我的心也寂寞的時候 | 黃大軍 | 黃大軍 |       |
| 06   | 忘了愛             | 洪光達 | 洪光達 |       |
| 07   | 愛我愛得久一點     | 陳家麗 | 曹俊鴻 |       |
| 08   | 這一天總會再回來   | 黃大軍 | 江明學 |       |